# Limnophora bipunctata
Limnophora bipunctata este o specie de muște din genul Limnophora, familia Muscidae. A fost descrisă pentru prima dată de Stein în anul 1908. Conform Catalogue of Life specia Limnophora bipunctata nu are subspecii cunoscute.